# Marielle Heller
Marielle Stiles Heller (Contea di Marin, 1º ottobre 1979) è una regista, sceneggiatrice e attrice statunitense.
È nota soprattutto per aver diretto i film Copia originale (2018) e Un amico straordinario (2019). 

## Biografia
Marielle Heller è nata da Steve Heller, un chiropratico e da sua moglie Annie, un'artista e insegnante d'arte. È cresciuta ad Alameda insieme al fratello e alla sorella minori, Nate ed Emily. Da bambina ha iniziato a recitare in vari spettacoli dell'Alameda Children's Musical Theater, interpretando, tra gli altri, il ruolo di Rabbit in Winnie the Pooh, di Templeton ne La tela di Carlotta, e di Polly ne Il nipote del mago. Ha recitato anche in alcuni spettacoli della scuola superiore Saint Joseph Notre Dame, presso la quale si è diplomata nel 1997. In seguito ha studiato teatro all'Università della California, Los Angeles (UCLA) e alla Royal Academy of Dramatic Art di Londra.
Dopo aver fatto ritorno negli Stati Uniti, ha lavorato come attrice al Magic Theatre, al American Conservatory Theater, al Berkeley Repertory Theatre e al La Jolla Playhouse. Ha preso parte all'anteprima mondiale dell spettacolo Continental Divide diretto da Tony Taccone. Inoltre ha recitato in singoli episodi delle serie televisive Spin City (2002) e Single Dads (2009), e ha avuto un ruolo minore nel film MacGruber, diretto dal marito Jorma Taccone (2010).
Nel 2015 Heller ha debuttato come regista e sceneggiatrice con il film Diario di una teenager, basato sul graphic novel The Diary of a Teenage Girl: An Account in Words and Pictures di Phoebe Gloeckner, che le era stato regalato per Natale dalla sorella nel 2006. Il film è stato proiettato in anteprima al Sundance Film Festival, dove è stato apprezzato dalla critica e candidato al Gran premio della giuria. Inoltre ha vinto il Gran premio della "Generazione 14plus" al Festival internazionale del cinema di Berlino e il premio al miglior film d'esordio agli Independent Spirit Awards.
In seguito Heller ha diretto il film Copia originale (2018), basato sull'autobiografia della scrittrice e falsaria Lee Israel, interpretata nella pellicola da Melissa McCarthy. Ambientato negli anni novanta, il film è stato girato con un budget limitato nelle librerie in cui Israel aveva venduto i suoi falsi, tra cui Argosy Bookstore and Westsider Rare & Used Books. Il film è stato candidato ai premi Oscar per le interpretazioni di McCarthy e Richard E. Grant e per la sceneggiatura di Nicole Holofcener e Jeff Whitty.
Nel 2019 è uscito il terza pellicola di Heller, Un amico straordinario. Girato a Pittsburgh, il film è basato su un'intervista fatta dal giornalista Tom Junod per la rivista Esquire all'icona della TV per bambini Fred Rogers. La sceneggiatura è stata scritta dagli sceneggiatori Micah Fitzerman-Blue e Noah Harpster.

## Vita privata
Heller è sposata dal 2007 con il comico Jorma Taccone, che ha conosciuto durante il periodo di studi all'UCLA. I due hanno un figlio, Wylie Red Heller Taccone, nato nel dicembre del 2014, e vivono a Brooklyn.
Il fratello di Heller, Nate, è un musicista e ha composto la colonna sonora per Diario di una teenager e Copia originale. Sua sorella, Emily, è una comica, nonché produttrice e sceneggiatrice della serie televisiva Barry di HBO. Suo cognato, Asa Taccone, è il cantante della band Electric Guest, mentre suo suocero, Tony Taccone, è un regista teatrale.

## Filmografia

### Attrice
- Spin City – serie TV, 1 episodio (2002)
- The All-For-Nots – serie TV, 2 episodi (2008)
- Single Dads – serie TV, 1 episodio (2009)
- MacGruber, regia di Jorma Taccone (2010)
- La preda perfetta - A Walk Among the Tombstones (A Walk Among the Tombstones), regia di Scott Frank (2014)
- Paper Anchor, regia di Matt Byrne (2016)
- Vite da popstar (Popstar: Never Stop Never Stopping), regia di Akiva Schaffer e Jorma Taccone (2016)
- La regina degli scacchi (The Queen's Gambit) - miniserie TV, 6 episodi (2020)

### Regista

#### Cinema
- Diario di una teenager (The Diary of a Teenage Girl) (2015)
- Copia originale (Can You Ever Forgive Me?) (2018)
- Un amico straordinario (A Beautiful Day in the Neighborhood) (2019)
- Nightbitch. Bestia di notte (Nightbitch) (2024)

#### Televisione
- Transparent – serie TV, 1 episodio (2015)
- Casual – serie TV, 2 episodi (2016)

### Sceneggiatrice
- Diario di una teenager (The Diary of a Teenage Girl), regia di Marielle Heller (2015)